# Avidždžá
Avidždžá (v pálí; v sanskrtu avidjá, čínsky wúmíng; japonsky mumjó; vietnamsky vô minh, tibetsky ma.rig.pa) je v buddhismu označení pro nevědomost či zaslepenost, která tvoří základní příčinu utrpení a neprospěšného jednání a která zabraňuje lidem vidět věci v jejich pravé podobě. Je definována jako nedostatek intuitivního vhledu do Čtyř ušlechtilých pravd. Je synonymem klamu (móha) a je prvotní příčinou, která způsobuje naše neustálé znovuzrozování.
Nevědomost se projevuje tím, že lidé vnímají pomíjivé jako trvalé, neuspokojivé jako uspokojující, „ne-já“ jako „já“ a odpudivé jako přitažlivé. Tyto prazákladní čtyři formy zaslepenosti se přitom projevují na třech základních úrovních, a to jako deformace vnímání (saňňá-vipallása), jako chybné způsoby myšlení (čitta-vipallása) a v podobě chybných názorů (ditthi-vipallása).
1. Avidždžá je jednou ze tří nečistot (kilésa).
2. Avidždžá je prvním článkem v řetězu podmíněného vznikání.
3. Avidždžá tvoří první článek Kola života.